# Hendrik III van Bar
Hendrik III van Bar, (1247/1250 - september 1302 in Napels) was een graaf van Bar uit het Huis Scarponnois van 1291 tot 1302. Hij was de zoon van graaf Theobald II van Bar en diens tweede echtgenote Johanna van Toucy.
Hendrik was een aanhanger van koning Adolf van Nassau, door wie hij in 1295 tot een stadhouder aan de grens met Frankrijk werd benoemd. Zijn verhouding met Frankrijk was sinds het huwelijk van de erfgename van het aan Bar aangrenzende Champagne, Johanna I van Navarra, met de Franse koning Filips IV sterk belast. Daardoor werd Hendrik aan een sterker wordende druk van Frankrijk blootgesteld. Derhalve sloot hij zich nauwer aan met koning Eduard I van Engeland, met wie hij gemeenschappelijke interesses deelde. Daarom trouwde Hendrik op 20 september 1293 in Bristol met prinses Eleonora, met wie hij drie kinderen had:

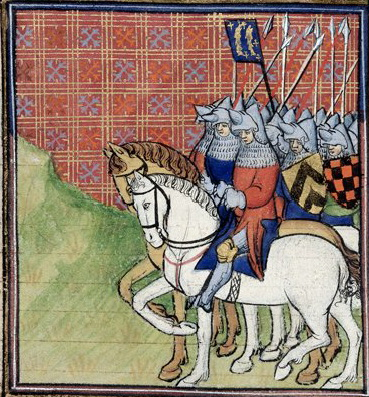
Graaf Hendrik III van Bar met zijn ridders. Afbeelding uit de Chroniques de Saint-Denis, 14e eeuw.

- Eleonora, ∞ Llywellyn ap Owen, heer van Iscoed (- 1309)
- Eduard I (1296 - 11 november 1336 in Famagusta), graaf van Bar
- Johanna (- 31 augustus 1361), ∞ John de Warenne, 7e Earl of Surrey (- 1347)

In Grammont trad Hendrik op 25 december 1296 toe tot de tegen Frankrijk gerichte alliantie van graaf Guido I van Vlaanderen samen met de koningen Adolf van Nassau en Eduard I van Engeland, alsook de hertogen Jan II van Brabant en Albrecht I van Oostenrijk. Doch nadat Eduard I van Engeland en Adolf van Nassau de strijd slechts halfslachtig ondersteunden en Guido van Vlaanderen in oktober 1297 een wapenstilstand moest sluiten, stond Hendrik nu alleen tegen Frankrijk. Reeds in juni 1297 werd hij door Gaucher V de Châtillon bij Louppy-sur-Loison verslagen en kwam ten slotte na een tocht in Champagne in 1299 in Franse gevangenschap.
In het verdrag van Brugge (1301) werd hij gedwongen het Franse leengezag over al zijn bezittingen ten westen van de Maas te erkennen, waaronder ook zijn zetel van zijn macht Bar-le-Duc (Barrois mouvant). De Franse grens schoof daarmee van de Marne naar het oude Lotharingse gebied op, wat reeds in 1299 door koning Albrecht I in een bij Vaucouleurs overeengekomen akkoord met koning Filips IV van Frankrijk werd geaccepteerd. Als leengebied in het Heilig Roomse Rijk restte de graven van Bar de regio rond Pont-à-Mousson, die onder Hendriks achterkleinzoon Robert I tot een markgraafschap werd verheven.
Na zijn vrijlating en het accepteren van het verdrag trok Hendrik naar Zuid-Italië, om daar koning Karel II van Napels tegen koning Frederik II van Sicilië te ondersteunen. In de strijd tegen deze laatste werd hij verwond en hij stierf kort daarop.

## Noot
1. ↑  Extraits de la Chronique attribuée a Jean Desnouelles, Abbé de Saint-Vincent de Laon, in Recueil des Historiens des Gaules et de la France 21 (1855), pp. 181–198, hier p. 184. Gearchiveerd op 1 juli 2022.

## Referentie
- Dit artikel of een eerdere versie ervan is een (gedeeltelijke) vertaling van het artikel Heinrich_III._(Bar) op de Duitstalige Wikipedia, dat onder de licentie Creative Commons Naamsvermelding/Gelijk delen valt. Zie de bewerkingsgeschiedenis aldaar.